# Desoria tigrina
Desoria tigrina is een springstaartensoort uit de familie van de Isotomidae. De wetenschappelijke naam van de soort is voor het eerst geldig gepubliceerd in 1842 door Nicolet.